# 佐藤正樹
佐藤正樹（日语：／ Satō Masaki，1966年2月22日—）。日本男性原畫師、動畫師、人物設計師，株式會社RED ONE代表董事。代表作有擔任作畫監督的《七龍珠Z》、及人物設定的《灌籃高手》、《頭文字D》系列、《PROJECT ARMS》、《金肉人II世》、《人魚之森》及《真救世主傳說 北斗神拳》等。

## 來歷
佐藤來自日本岩手縣一關市，畢業於東京設計師學院，曾經在攝影棚工作，現在隸屬於TMS Entertainment。2011年9月通過與動畫公司七靈石的創始人龔震華的合作而與動畫結緣。目前擔任七靈石參股的日本動畫公司REDONE股份公司的董事長，近年來也一直在持續觀察中國的動畫產業，作為中國與日本二國動畫合作的中間人。
師傅是前田實，佐藤在Twitter與網友、好友互動或訪談提到的「Maeda-san」、「前田」、「師匠」指的是他的老師。他形容自己的師傅前田實是讓人聞而生畏的存在，以至於參加《七龍珠》及《七龍珠Z》的期間過得很煎熬，但是回頭想起來卻是非常感激師傅那些年的帶領。曾經參加過東映動畫的電視動畫系列，從當時開始就能描繪出優秀的畫作和強而有力的動作而備受矚目。與他專業學校時代的同期的江口壽志（當時Studio Junio所屬）、宮原直樹（當時東映動畫所屬）在《七龍珠》系列以忠實呈現原作畫風的魅力而聞名。
後續擔任《灌籃高手》、《ARMSPROJECT ARMS》、《頭文字D》、《北斗神拳》等原作的的登場人物設定。受到該作品的原作者井上雄彥、蚵仔煎、原哲夫、重野秀一建立了長期的信賴關係。《灌籃高手》的OP、ED動畫全部由佐藤擔當，同時負責《灌籃高手》DVD-BOX DVD封面作畫。
在《七龍珠Z》展現與鳥山明風格十分相似、有張有弛的動作。主要與中鶴勝祥、江口壽志、井手武生一起輪流參加原畫。當時，久保田誓也受《七龍珠Z》關於他的作品影響。中鶴勝祥曰：「插圖是佐藤正樹君最拿手的。」
1992年東映動畫決定改編漫畫作家井上雄彥原作《灌籃高手》在電視上播映動畫節目。因為它的人物風格接近寫實，這部作品需要一些對寫實人物拿手的畫師而找上《七龍珠》（當時為《七龍珠Z》）的作畫團隊成員之一的佐藤正樹來擔當人物設計師。佐藤可能也擅長繪製寫實角色的畫作。
佐藤自己稱是特攝節目的超級粉絲，喜歡假面騎士和圓谷的作品。主要受到求學時代的同班同學水島精二和宮原直樹等人的影響成為一名動畫師。大學三年級通過前田實與井上俊之的面試進入Studio Junio動畫業界實習，在他的師傅指導下工作。佐藤表示“除了《七龍珠》以外，最喜歡的作品還有《灌籃高手》。”“實際上我認為目前針對孩子的系列作品很少講授諸如友誼或勇氣之類的價值觀。如果有這樣的動畫，那會是我作為動畫師的主要興趣。”佐藤的人生訓“比起確定自己的理想目標，更要朝着更高層的目標前進，最終達到目標”。佐藤回顧至今為止的人生，說道“並不是最初就想成為動畫師，而是在接觸到很多娛樂作品的過程中，最終確定就是動畫”。

## 參加作品

### 電視動畫
- 鬼太郎 (第3作)（1985年－1988年，動畫）
- 青春動畫全集（日语：青春アニメ全集）「姿三四郎」（1986年，動畫）
- Bug甜心（日语：Bugってハニー）（1986年－1987年，動畫）
- 七龍珠（1986年－1989年，原畫）[4]
- 七龍珠Z（1989年－1996年，作畫監督、作畫監督補佐、原畫）
- 七龍珠GT（1996年－1997年，OP原畫[5]）
- 恐龍星球（1993年－1994年，作畫監督）
- 灌籃高手（1993年－1996年，人物設定[6]、OP&ED系列一人作畫[7]）
- 快打旋風II V（1995年，作畫監督／共同）
- 白鯨傳說（日语：白鯨伝説）（1997年－1999年，人物設定&總作畫監督[注 2]、作畫監督、Layout檢查）
- 頭文字D（1998年，總作畫監督、原畫、Layout檢查）
- 頭文字D Second Stage（1999年－2000年，人物設定、總作畫監督）
- PROJECT ARMS（2001年－2002年，人物設定、作畫監督、OP1&OP3作畫監督）
- ANGELIC LAYER 天使領域（2001年，原畫）
- 新白雪姬傳說（2001年，原畫）
- 武俠派女高校生（2001年，原畫）
- 金肉人II世（2002年，人物設定、OP作畫監督）
- 高橋留美子劇場 人魚之森（2003年，人物設定、總作畫監督、作畫監督）
- 金肉人II世 ULTIMATE MUSCLE（2004年，人物設定）
- 金肉人II世 ULTIMATE MUSCLE 2（2006年，人物設定）
- EXAMURAI 戰國（日语：エグザムライ戦国）（2009年，人物設定、ED作畫監督、作畫）
- 魔術快斗（2010年－2012年，人物設定[注 3]）
- 頭文字D Fifth Stage（2012年－2013年，人物設定）
- 頭文字D Final Stage（2014年，人物設定）
- 尋神的旅途（2024年，人物設定[8]）

### 電影動畫
- 喀喀喀的鬼太郎 強烈衝突!! 異次元妖怪的大叛亂（1986年，動畫）
- 切洛努普的狐狸（1987年，動畫）
- 七龍珠：摩訶不可思議大冒險（1988年，原畫）
- 七龍珠Z：把我的悟飯還來!!（日语：ドラゴンボールZ (1989年の映画)）（1989年，原畫）
- 七龍珠Z：世上最強之人（日语：ドラゴンボールZ この世で一番強いヤツ）（1990年，原畫）
- 七龍珠Z：地球超級大決戰（1990年，原畫）
- 七龍珠Z：超級賽亞人孫悟空（1991年，作畫監督／共同[注 4][9]）
- 七龍珠Z：最強對最強（1991年，原畫、作畫監督補佐）
- 七龍珠Z：激鬥!! 100億能量戰士們（日语：ドラゴンボールZ 激突!!100億パワーの戦士たち）（1992年，原畫）
- 七龍珠Z：極限之戰!! 三大超級賽亞人（1992年，原畫）
- 七龍珠Z：燃燒!! 熱戰、烈戰、超激戰（日语：ドラゴンボールZ 燃えつきろ!!熱戦・烈戦・超激戦）（1993年，原畫[10]）
- 七龍珠Z：銀河面臨危機!! 身手不凡的高手（1993年，原畫）
- 劇場版 灌籃高手（日语：スラムダンク (1994年の映画)）（1994年，作畫監督）
- 快打旋風II MOVIE（1994年，作畫監督補／共同）
- 赫耳墨斯 愛宛如風（日语：愛は風の如く#映画）（1997年，原畫）
- 劇場版 金肉人II世（2001年，人物設定／共同）
- 金肉人II世：肌肉人參爭奪！超人大戰爭（2002年，人物設定／共同）
- 真救世主傳說 北斗神拳 拉歐傳 殉愛之章（2006年，總作畫監督）
- 真救世主傳說 北斗神拳 拉歐傳 激鬥之章（2007年，主要人物設定、作畫監督）
- 真救世主傳說 北斗神拳ZERO 拳四郎傳（2008年，總作畫監督）
- 劇場版 城市獵人：新宿PRIVATE EYES（2019年，作畫監督）
- 金肉人II世 40週年紀念（2019年，導演[11]）

### OVA
- 瑪丹娜2 愛與青春的Kick Off（日语：マドンナ (漫画)）（1989年，原畫）
- INTERSTELLA 5555: THE 5TORY OF THE 5ECRET 5TAR 5YSTEM（2003年，人物設定）

### 網路動畫
- 終末的女武神（2021年，人物設定[12][13]、總作畫監督）

### 其它
- Sega Sammy 角子機&柏青哥北斗神拳系列（2003年－，作畫監督）
- HE-LOW（2018年，人物設定）

## 腳註

## 相關項目
- 東映動畫
- TMS Entertainment
- 日本動畫師列表

## 外部連結
- 佐藤正樹的X（前Twitter） （日語）
- 佐藤正樹的Facebook專頁 （日語）